# Cartoon KAT-TUN II You
Cartoon KAT-TUN II You è il secondo album studio della boy band giapponese KAT-TUN, pubblicato il 18 aprile 2007 dalla J-One Records. Con questo album i KAT-TUN diventano i primi artisti nella storia della musica giapponese ad avere avuto tutte le proprie pubblicazioni al primo posto in classifica (all'epoca, consistenti in tre singoli, due album e cinque DVD). Per promuovere l'album i KAT-TUN hanno tenuto un concerto di sette date in tutta la nazione dal 3 aprile al 17 giugno 2007. L'ultima data del tour, tenuta presso il Tokyo Dome, è stata registrata e pubblicata su un DVD intitolato Tour 2007 Cartoon KAT-TUN II You il 21 novembre 2007.

## Tracce
1. Signal- 3:37
2. Peak - 4:13
3. Splash... - 4:59
4. Bokura no Machi de (僕らの街で?) - 4:42
5. Make U Wet - 3:06
6. Key of Life - 4:06
7. Lost - 4:13
8. Jumpin' Up- 4:17
9. Samurai*Love*Attack (サムライ☆ラブ☆アタック?) - 3:58
10. Freedom - 4:42
11. Someday for Somebody - 4:21
12. Movin' On - 4:09
13. Utai Tsuzukeru Toki (うたいつづけるとき?) - 5:28
14. You - 4:26

## Classifiche
| Classifica        | Posizione |
| ----------------- | --------- |
| Giappone (Oricon) | 1         |